# Номерні знаки Екваторіальної Гвінеї
Код Екваторіальної Гвінеї для міжнародного руху ТЗ — (GQ).

## Опис номерних знаків

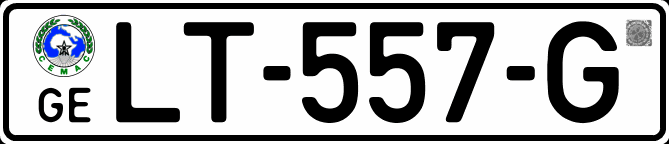
Регулярний номерний знак

Номерні знаки Екваторіальної Гвінеї, як колишньої іспанської колонії, побудовані за іспанським принципом і мають формат «АВ-123-С». Префікс «АВ» означає регіон, «123» — номер, суфікс «С» — серія. Номерні знаки мають європейську форму та розміри. Регулярні пластини мають біле тло з чорними знаками.
З 2009 року в лівому боці пластин розташовується логотип Економічного співтовариства країн Центральної Африки та неофіційне скорочення «GE».

## Регіональне кодування
- AN — острів Аннобон
- BN — Бйоко Норте
- BS — Бйоко Сур
- CS — Сентро-Сур
- KN — Ке-Нтем
- LT — Літорал
- WN — Веле-Нзас